# Бритай (село)
Брита́й —  село в Україні, у Лозівській міській громаді Лозівського району Харківської області. Назва походить від однойменної річки. Населення становить 201 осіб. До 2020 орган місцевого самоврядування — Садівська сільська рада.

## Географія
Село Бритай знаходиться на лівому березі річки Бритай, вище за течією на відстані 1 км розташоване село Іванівка, нижче за течією примикає село Різдвянка, на протилежному березі — село Садове. Поруч проходить автомобільна дорога Р79.

## Історія
- 1864 — дата заснування.
- 12 червня 2020 року, відповідно до Розпорядження Кабінету Міністрів України  № 725-р «Про визначення адміністративних центрів та затвердження територій територіальних громад Харківської області», увійшло до складу Лозівської міської громади.[1]
- 17 липня 2020 року, в результаті адміністративно-територіальної реформи та ліквідації колишнього Лозівського району (1923—2020), увійшло до складу новоутвореного Лозівського району Харківської області.[2]

## Населення

### Мова
Розподіл населення за рідною мовою за даними перепису 2001 року:
| Мова            | Кількість | Відсоток |
| --------------- | --------- | -------- |
| українська      | 192       | 95.52%   |
| російська       | 8         | 3.98%    |
| інші/не вказали | 1         | 0.50%    |
| Усього          | 201       | 100%     |